# Бакчи, Дьёрдь
Дьёрдь Ба́кчи (венг. Bakcsi György; 6 апреля 1933, Будапешт - 11 октября 2019) — венгерский литературовед, специалист по русской литературе, шахматный композитор; гроссмейстер (1980) и арбитр (1979) по шахматной композиции. Журналист. Редактор отдела задач журнала «Шаккелет» (1976—1985). Автор ряда книг, посвященных шахматной задаче.
С 1949 опубликовал около 1200 композиций различных жанров (главным образом двух- и трёхходовки), а также задачи на кооперативный мат. 18-кратный чемпион Венгрии, на конкурсах удостоен 800 отличий (в том числе 125 первых призов). Последователь стратегической школы в
задаче; предпочитал острые, парадоксальные идеи.

## Задачи
|   | a | b | c | d | e | f | g | h |   |
| - | --- | --- | --- | --- | --- | --- | --- | --- | - |
| 8 | b8 белый ферзь · e8 белый слон · f8 чёрный конь · e7 чёрный слон · c5 чёрная пешка · d5 чёрная пешка · g5 чёрная пешка · d4 чёрный король · e4 белый конь · f4 белый конь · g4 белая ладья · b3 белая пешка · f3 чёрная пешка · c1 белый король · e1 белая ладья | b8 белый ферзь · e8 белый слон · f8 чёрный конь · e7 чёрный слон · c5 чёрная пешка · d5 чёрная пешка · g5 чёрная пешка · d4 чёрный король · e4 белый конь · f4 белый конь · g4 белая ладья · b3 белая пешка · f3 чёрная пешка · c1 белый король · e1 белая ладья | b8 белый ферзь · e8 белый слон · f8 чёрный конь · e7 чёрный слон · c5 чёрная пешка · d5 чёрная пешка · g5 чёрная пешка · d4 чёрный король · e4 белый конь · f4 белый конь · g4 белая ладья · b3 белая пешка · f3 чёрная пешка · c1 белый король · e1 белая ладья | b8 белый ферзь · e8 белый слон · f8 чёрный конь · e7 чёрный слон · c5 чёрная пешка · d5 чёрная пешка · g5 чёрная пешка · d4 чёрный король · e4 белый конь · f4 белый конь · g4 белая ладья · b3 белая пешка · f3 чёрная пешка · c1 белый король · e1 белая ладья | b8 белый ферзь · e8 белый слон · f8 чёрный конь · e7 чёрный слон · c5 чёрная пешка · d5 чёрная пешка · g5 чёрная пешка · d4 чёрный король · e4 белый конь · f4 белый конь · g4 белая ладья · b3 белая пешка · f3 чёрная пешка · c1 белый король · e1 белая ладья | b8 белый ферзь · e8 белый слон · f8 чёрный конь · e7 чёрный слон · c5 чёрная пешка · d5 чёрная пешка · g5 чёрная пешка · d4 чёрный король · e4 белый конь · f4 белый конь · g4 белая ладья · b3 белая пешка · f3 чёрная пешка · c1 белый король · e1 белая ладья | b8 белый ферзь · e8 белый слон · f8 чёрный конь · e7 чёрный слон · c5 чёрная пешка · d5 чёрная пешка · g5 чёрная пешка · d4 чёрный король · e4 белый конь · f4 белый конь · g4 белая ладья · b3 белая пешка · f3 чёрная пешка · c1 белый король · e1 белая ладья | b8 белый ферзь · e8 белый слон · f8 чёрный конь · e7 чёрный слон · c5 чёрная пешка · d5 чёрная пешка · g5 чёрная пешка · d4 чёрный король · e4 белый конь · f4 белый конь · g4 белая ладья · b3 белая пешка · f3 чёрная пешка · c1 белый король · e1 белая ладья | 8 |
| 7 | b8 белый ферзь · e8 белый слон · f8 чёрный конь · e7 чёрный слон · c5 чёрная пешка · d5 чёрная пешка · g5 чёрная пешка · d4 чёрный король · e4 белый конь · f4 белый конь · g4 белая ладья · b3 белая пешка · f3 чёрная пешка · c1 белый король · e1 белая ладья | b8 белый ферзь · e8 белый слон · f8 чёрный конь · e7 чёрный слон · c5 чёрная пешка · d5 чёрная пешка · g5 чёрная пешка · d4 чёрный король · e4 белый конь · f4 белый конь · g4 белая ладья · b3 белая пешка · f3 чёрная пешка · c1 белый король · e1 белая ладья | b8 белый ферзь · e8 белый слон · f8 чёрный конь · e7 чёрный слон · c5 чёрная пешка · d5 чёрная пешка · g5 чёрная пешка · d4 чёрный король · e4 белый конь · f4 белый конь · g4 белая ладья · b3 белая пешка · f3 чёрная пешка · c1 белый король · e1 белая ладья | b8 белый ферзь · e8 белый слон · f8 чёрный конь · e7 чёрный слон · c5 чёрная пешка · d5 чёрная пешка · g5 чёрная пешка · d4 чёрный король · e4 белый конь · f4 белый конь · g4 белая ладья · b3 белая пешка · f3 чёрная пешка · c1 белый король · e1 белая ладья | b8 белый ферзь · e8 белый слон · f8 чёрный конь · e7 чёрный слон · c5 чёрная пешка · d5 чёрная пешка · g5 чёрная пешка · d4 чёрный король · e4 белый конь · f4 белый конь · g4 белая ладья · b3 белая пешка · f3 чёрная пешка · c1 белый король · e1 белая ладья | b8 белый ферзь · e8 белый слон · f8 чёрный конь · e7 чёрный слон · c5 чёрная пешка · d5 чёрная пешка · g5 чёрная пешка · d4 чёрный король · e4 белый конь · f4 белый конь · g4 белая ладья · b3 белая пешка · f3 чёрная пешка · c1 белый король · e1 белая ладья | b8 белый ферзь · e8 белый слон · f8 чёрный конь · e7 чёрный слон · c5 чёрная пешка · d5 чёрная пешка · g5 чёрная пешка · d4 чёрный король · e4 белый конь · f4 белый конь · g4 белая ладья · b3 белая пешка · f3 чёрная пешка · c1 белый король · e1 белая ладья | b8 белый ферзь · e8 белый слон · f8 чёрный конь · e7 чёрный слон · c5 чёрная пешка · d5 чёрная пешка · g5 чёрная пешка · d4 чёрный король · e4 белый конь · f4 белый конь · g4 белая ладья · b3 белая пешка · f3 чёрная пешка · c1 белый король · e1 белая ладья | 7 |
| 6 | b8 белый ферзь · e8 белый слон · f8 чёрный конь · e7 чёрный слон · c5 чёрная пешка · d5 чёрная пешка · g5 чёрная пешка · d4 чёрный король · e4 белый конь · f4 белый конь · g4 белая ладья · b3 белая пешка · f3 чёрная пешка · c1 белый король · e1 белая ладья | b8 белый ферзь · e8 белый слон · f8 чёрный конь · e7 чёрный слон · c5 чёрная пешка · d5 чёрная пешка · g5 чёрная пешка · d4 чёрный король · e4 белый конь · f4 белый конь · g4 белая ладья · b3 белая пешка · f3 чёрная пешка · c1 белый король · e1 белая ладья | b8 белый ферзь · e8 белый слон · f8 чёрный конь · e7 чёрный слон · c5 чёрная пешка · d5 чёрная пешка · g5 чёрная пешка · d4 чёрный король · e4 белый конь · f4 белый конь · g4 белая ладья · b3 белая пешка · f3 чёрная пешка · c1 белый король · e1 белая ладья | b8 белый ферзь · e8 белый слон · f8 чёрный конь · e7 чёрный слон · c5 чёрная пешка · d5 чёрная пешка · g5 чёрная пешка · d4 чёрный король · e4 белый конь · f4 белый конь · g4 белая ладья · b3 белая пешка · f3 чёрная пешка · c1 белый король · e1 белая ладья | b8 белый ферзь · e8 белый слон · f8 чёрный конь · e7 чёрный слон · c5 чёрная пешка · d5 чёрная пешка · g5 чёрная пешка · d4 чёрный король · e4 белый конь · f4 белый конь · g4 белая ладья · b3 белая пешка · f3 чёрная пешка · c1 белый король · e1 белая ладья | b8 белый ферзь · e8 белый слон · f8 чёрный конь · e7 чёрный слон · c5 чёрная пешка · d5 чёрная пешка · g5 чёрная пешка · d4 чёрный король · e4 белый конь · f4 белый конь · g4 белая ладья · b3 белая пешка · f3 чёрная пешка · c1 белый король · e1 белая ладья | b8 белый ферзь · e8 белый слон · f8 чёрный конь · e7 чёрный слон · c5 чёрная пешка · d5 чёрная пешка · g5 чёрная пешка · d4 чёрный король · e4 белый конь · f4 белый конь · g4 белая ладья · b3 белая пешка · f3 чёрная пешка · c1 белый король · e1 белая ладья | b8 белый ферзь · e8 белый слон · f8 чёрный конь · e7 чёрный слон · c5 чёрная пешка · d5 чёрная пешка · g5 чёрная пешка · d4 чёрный король · e4 белый конь · f4 белый конь · g4 белая ладья · b3 белая пешка · f3 чёрная пешка · c1 белый король · e1 белая ладья | 6 |
| 5 | b8 белый ферзь · e8 белый слон · f8 чёрный конь · e7 чёрный слон · c5 чёрная пешка · d5 чёрная пешка · g5 чёрная пешка · d4 чёрный король · e4 белый конь · f4 белый конь · g4 белая ладья · b3 белая пешка · f3 чёрная пешка · c1 белый король · e1 белая ладья | b8 белый ферзь · e8 белый слон · f8 чёрный конь · e7 чёрный слон · c5 чёрная пешка · d5 чёрная пешка · g5 чёрная пешка · d4 чёрный король · e4 белый конь · f4 белый конь · g4 белая ладья · b3 белая пешка · f3 чёрная пешка · c1 белый король · e1 белая ладья | b8 белый ферзь · e8 белый слон · f8 чёрный конь · e7 чёрный слон · c5 чёрная пешка · d5 чёрная пешка · g5 чёрная пешка · d4 чёрный король · e4 белый конь · f4 белый конь · g4 белая ладья · b3 белая пешка · f3 чёрная пешка · c1 белый король · e1 белая ладья | b8 белый ферзь · e8 белый слон · f8 чёрный конь · e7 чёрный слон · c5 чёрная пешка · d5 чёрная пешка · g5 чёрная пешка · d4 чёрный король · e4 белый конь · f4 белый конь · g4 белая ладья · b3 белая пешка · f3 чёрная пешка · c1 белый король · e1 белая ладья | b8 белый ферзь · e8 белый слон · f8 чёрный конь · e7 чёрный слон · c5 чёрная пешка · d5 чёрная пешка · g5 чёрная пешка · d4 чёрный король · e4 белый конь · f4 белый конь · g4 белая ладья · b3 белая пешка · f3 чёрная пешка · c1 белый король · e1 белая ладья | b8 белый ферзь · e8 белый слон · f8 чёрный конь · e7 чёрный слон · c5 чёрная пешка · d5 чёрная пешка · g5 чёрная пешка · d4 чёрный король · e4 белый конь · f4 белый конь · g4 белая ладья · b3 белая пешка · f3 чёрная пешка · c1 белый король · e1 белая ладья | b8 белый ферзь · e8 белый слон · f8 чёрный конь · e7 чёрный слон · c5 чёрная пешка · d5 чёрная пешка · g5 чёрная пешка · d4 чёрный король · e4 белый конь · f4 белый конь · g4 белая ладья · b3 белая пешка · f3 чёрная пешка · c1 белый король · e1 белая ладья | b8 белый ферзь · e8 белый слон · f8 чёрный конь · e7 чёрный слон · c5 чёрная пешка · d5 чёрная пешка · g5 чёрная пешка · d4 чёрный король · e4 белый конь · f4 белый конь · g4 белая ладья · b3 белая пешка · f3 чёрная пешка · c1 белый король · e1 белая ладья | 5 |
| 4 | b8 белый ферзь · e8 белый слон · f8 чёрный конь · e7 чёрный слон · c5 чёрная пешка · d5 чёрная пешка · g5 чёрная пешка · d4 чёрный король · e4 белый конь · f4 белый конь · g4 белая ладья · b3 белая пешка · f3 чёрная пешка · c1 белый король · e1 белая ладья | b8 белый ферзь · e8 белый слон · f8 чёрный конь · e7 чёрный слон · c5 чёрная пешка · d5 чёрная пешка · g5 чёрная пешка · d4 чёрный король · e4 белый конь · f4 белый конь · g4 белая ладья · b3 белая пешка · f3 чёрная пешка · c1 белый король · e1 белая ладья | b8 белый ферзь · e8 белый слон · f8 чёрный конь · e7 чёрный слон · c5 чёрная пешка · d5 чёрная пешка · g5 чёрная пешка · d4 чёрный король · e4 белый конь · f4 белый конь · g4 белая ладья · b3 белая пешка · f3 чёрная пешка · c1 белый король · e1 белая ладья | b8 белый ферзь · e8 белый слон · f8 чёрный конь · e7 чёрный слон · c5 чёрная пешка · d5 чёрная пешка · g5 чёрная пешка · d4 чёрный король · e4 белый конь · f4 белый конь · g4 белая ладья · b3 белая пешка · f3 чёрная пешка · c1 белый король · e1 белая ладья | b8 белый ферзь · e8 белый слон · f8 чёрный конь · e7 чёрный слон · c5 чёрная пешка · d5 чёрная пешка · g5 чёрная пешка · d4 чёрный король · e4 белый конь · f4 белый конь · g4 белая ладья · b3 белая пешка · f3 чёрная пешка · c1 белый король · e1 белая ладья | b8 белый ферзь · e8 белый слон · f8 чёрный конь · e7 чёрный слон · c5 чёрная пешка · d5 чёрная пешка · g5 чёрная пешка · d4 чёрный король · e4 белый конь · f4 белый конь · g4 белая ладья · b3 белая пешка · f3 чёрная пешка · c1 белый король · e1 белая ладья | b8 белый ферзь · e8 белый слон · f8 чёрный конь · e7 чёрный слон · c5 чёрная пешка · d5 чёрная пешка · g5 чёрная пешка · d4 чёрный король · e4 белый конь · f4 белый конь · g4 белая ладья · b3 белая пешка · f3 чёрная пешка · c1 белый король · e1 белая ладья | b8 белый ферзь · e8 белый слон · f8 чёрный конь · e7 чёрный слон · c5 чёрная пешка · d5 чёрная пешка · g5 чёрная пешка · d4 чёрный король · e4 белый конь · f4 белый конь · g4 белая ладья · b3 белая пешка · f3 чёрная пешка · c1 белый король · e1 белая ладья | 4 |
| 3 | b8 белый ферзь · e8 белый слон · f8 чёрный конь · e7 чёрный слон · c5 чёрная пешка · d5 чёрная пешка · g5 чёрная пешка · d4 чёрный король · e4 белый конь · f4 белый конь · g4 белая ладья · b3 белая пешка · f3 чёрная пешка · c1 белый король · e1 белая ладья | b8 белый ферзь · e8 белый слон · f8 чёрный конь · e7 чёрный слон · c5 чёрная пешка · d5 чёрная пешка · g5 чёрная пешка · d4 чёрный король · e4 белый конь · f4 белый конь · g4 белая ладья · b3 белая пешка · f3 чёрная пешка · c1 белый король · e1 белая ладья | b8 белый ферзь · e8 белый слон · f8 чёрный конь · e7 чёрный слон · c5 чёрная пешка · d5 чёрная пешка · g5 чёрная пешка · d4 чёрный король · e4 белый конь · f4 белый конь · g4 белая ладья · b3 белая пешка · f3 чёрная пешка · c1 белый король · e1 белая ладья | b8 белый ферзь · e8 белый слон · f8 чёрный конь · e7 чёрный слон · c5 чёрная пешка · d5 чёрная пешка · g5 чёрная пешка · d4 чёрный король · e4 белый конь · f4 белый конь · g4 белая ладья · b3 белая пешка · f3 чёрная пешка · c1 белый король · e1 белая ладья | b8 белый ферзь · e8 белый слон · f8 чёрный конь · e7 чёрный слон · c5 чёрная пешка · d5 чёрная пешка · g5 чёрная пешка · d4 чёрный король · e4 белый конь · f4 белый конь · g4 белая ладья · b3 белая пешка · f3 чёрная пешка · c1 белый король · e1 белая ладья | b8 белый ферзь · e8 белый слон · f8 чёрный конь · e7 чёрный слон · c5 чёрная пешка · d5 чёрная пешка · g5 чёрная пешка · d4 чёрный король · e4 белый конь · f4 белый конь · g4 белая ладья · b3 белая пешка · f3 чёрная пешка · c1 белый король · e1 белая ладья | b8 белый ферзь · e8 белый слон · f8 чёрный конь · e7 чёрный слон · c5 чёрная пешка · d5 чёрная пешка · g5 чёрная пешка · d4 чёрный король · e4 белый конь · f4 белый конь · g4 белая ладья · b3 белая пешка · f3 чёрная пешка · c1 белый король · e1 белая ладья | b8 белый ферзь · e8 белый слон · f8 чёрный конь · e7 чёрный слон · c5 чёрная пешка · d5 чёрная пешка · g5 чёрная пешка · d4 чёрный король · e4 белый конь · f4 белый конь · g4 белая ладья · b3 белая пешка · f3 чёрная пешка · c1 белый король · e1 белая ладья | 3 |
| 2 | b8 белый ферзь · e8 белый слон · f8 чёрный конь · e7 чёрный слон · c5 чёрная пешка · d5 чёрная пешка · g5 чёрная пешка · d4 чёрный король · e4 белый конь · f4 белый конь · g4 белая ладья · b3 белая пешка · f3 чёрная пешка · c1 белый король · e1 белая ладья | b8 белый ферзь · e8 белый слон · f8 чёрный конь · e7 чёрный слон · c5 чёрная пешка · d5 чёрная пешка · g5 чёрная пешка · d4 чёрный король · e4 белый конь · f4 белый конь · g4 белая ладья · b3 белая пешка · f3 чёрная пешка · c1 белый король · e1 белая ладья | b8 белый ферзь · e8 белый слон · f8 чёрный конь · e7 чёрный слон · c5 чёрная пешка · d5 чёрная пешка · g5 чёрная пешка · d4 чёрный король · e4 белый конь · f4 белый конь · g4 белая ладья · b3 белая пешка · f3 чёрная пешка · c1 белый король · e1 белая ладья | b8 белый ферзь · e8 белый слон · f8 чёрный конь · e7 чёрный слон · c5 чёрная пешка · d5 чёрная пешка · g5 чёрная пешка · d4 чёрный король · e4 белый конь · f4 белый конь · g4 белая ладья · b3 белая пешка · f3 чёрная пешка · c1 белый король · e1 белая ладья | b8 белый ферзь · e8 белый слон · f8 чёрный конь · e7 чёрный слон · c5 чёрная пешка · d5 чёрная пешка · g5 чёрная пешка · d4 чёрный король · e4 белый конь · f4 белый конь · g4 белая ладья · b3 белая пешка · f3 чёрная пешка · c1 белый король · e1 белая ладья | b8 белый ферзь · e8 белый слон · f8 чёрный конь · e7 чёрный слон · c5 чёрная пешка · d5 чёрная пешка · g5 чёрная пешка · d4 чёрный король · e4 белый конь · f4 белый конь · g4 белая ладья · b3 белая пешка · f3 чёрная пешка · c1 белый король · e1 белая ладья | b8 белый ферзь · e8 белый слон · f8 чёрный конь · e7 чёрный слон · c5 чёрная пешка · d5 чёрная пешка · g5 чёрная пешка · d4 чёрный король · e4 белый конь · f4 белый конь · g4 белая ладья · b3 белая пешка · f3 чёрная пешка · c1 белый король · e1 белая ладья | b8 белый ферзь · e8 белый слон · f8 чёрный конь · e7 чёрный слон · c5 чёрная пешка · d5 чёрная пешка · g5 чёрная пешка · d4 чёрный король · e4 белый конь · f4 белый конь · g4 белая ладья · b3 белая пешка · f3 чёрная пешка · c1 белый король · e1 белая ладья | 2 |
| 1 | b8 белый ферзь · e8 белый слон · f8 чёрный конь · e7 чёрный слон · c5 чёрная пешка · d5 чёрная пешка · g5 чёрная пешка · d4 чёрный король · e4 белый конь · f4 белый конь · g4 белая ладья · b3 белая пешка · f3 чёрная пешка · c1 белый король · e1 белая ладья | b8 белый ферзь · e8 белый слон · f8 чёрный конь · e7 чёрный слон · c5 чёрная пешка · d5 чёрная пешка · g5 чёрная пешка · d4 чёрный король · e4 белый конь · f4 белый конь · g4 белая ладья · b3 белая пешка · f3 чёрная пешка · c1 белый король · e1 белая ладья | b8 белый ферзь · e8 белый слон · f8 чёрный конь · e7 чёрный слон · c5 чёрная пешка · d5 чёрная пешка · g5 чёрная пешка · d4 чёрный король · e4 белый конь · f4 белый конь · g4 белая ладья · b3 белая пешка · f3 чёрная пешка · c1 белый король · e1 белая ладья | b8 белый ферзь · e8 белый слон · f8 чёрный конь · e7 чёрный слон · c5 чёрная пешка · d5 чёрная пешка · g5 чёрная пешка · d4 чёрный король · e4 белый конь · f4 белый конь · g4 белая ладья · b3 белая пешка · f3 чёрная пешка · c1 белый король · e1 белая ладья | b8 белый ферзь · e8 белый слон · f8 чёрный конь · e7 чёрный слон · c5 чёрная пешка · d5 чёрная пешка · g5 чёрная пешка · d4 чёрный король · e4 белый конь · f4 белый конь · g4 белая ладья · b3 белая пешка · f3 чёрная пешка · c1 белый король · e1 белая ладья | b8 белый ферзь · e8 белый слон · f8 чёрный конь · e7 чёрный слон · c5 чёрная пешка · d5 чёрная пешка · g5 чёрная пешка · d4 чёрный король · e4 белый конь · f4 белый конь · g4 белая ладья · b3 белая пешка · f3 чёрная пешка · c1 белый король · e1 белая ладья | b8 белый ферзь · e8 белый слон · f8 чёрный конь · e7 чёрный слон · c5 чёрная пешка · d5 чёрная пешка · g5 чёрная пешка · d4 чёрный король · e4 белый конь · f4 белый конь · g4 белая ладья · b3 белая пешка · f3 чёрная пешка · c1 белый король · e1 белая ладья | b8 белый ферзь · e8 белый слон · f8 чёрный конь · e7 чёрный слон · c5 чёрная пешка · d5 чёрная пешка · g5 чёрная пешка · d4 чёрный король · e4 белый конь · f4 белый конь · g4 белая ладья · b3 белая пешка · f3 чёрная пешка · c1 белый король · e1 белая ладья | 1 |
|   | a | b | c | d | e | f | g | h |   |

Тематический ложный след: 1.К:d5? (~ 2.Лd1#) 

1…Kpd3 2.Kf2# и 1…Кр: d5 2.Кс3#, но 1…Cd6!
Решение: 1.К:с5 (~ 2.Фb4#) 

1…Крс3 2.К:d5# и 1…Кр: с5 2.Kd3#

## Книги
- Strategia es gondolat. — Budapest, 1981.
- Ungarische Schachproblemanthologie. — Budapest, 1983.
- En passant feliiguelo visszater. — Budapest, 1985.